# Irak op de Olympische Zomerspelen 1984
Irak nam deel aan de Olympische Zomerspelen 1984 in Los Angeles, Verenigde Staten. Er werden geen medailles gewonnen.

## Deelnemers en resultaten
(m) = mannen, (v) = vrouwen 

### Boksen
| Olympiër       | Discipline | Resultaat | Prestatie                                                                                               |
| -------------- | ---------- | --------- | --- |
| Abbas Zeghayer | -48kg (m)  | 17e       | 1ste ronde: V van UGA Bagonza: scheidsrechterlijke beslissing                                           |
| Samir Khenyab  | -60kg (m)  | 17e       | 1ste ronde: vrij 2de ronde: V van FRG Gies: 1-4                                                         |
| Ismail Salman  | -81kg (m)  | 9e        | 1ste ronde: W van GRN Longdon: knock-out 2de ronde: V van USA Holyfield: scheidsrechterlijke beslissing |

### Gewichtheffen
| Olympiër                 | Discipline | Resultaat | Prestatie                                                   |
| ------------------------ | ---------- | --------- | ----------------------------------------------------------- |
| Mohammed Yaseen Mohammed | -75kg (m)  | 6e        | trekken: 8ste met 140kg stoten: 5de met 180kg totaal: 320kg |
| Mohammed Taher Mohammed  | -90kg (m)  | 17e       | 325kg                                                       |

### Voetbal
| Olympiër | Discipline | Resultaat | Prestatie                                                                 |
| --- | ---------- | --------- | ------------------------------------------------------------------------- |
| Adnan Dirjal Ali Hussein Emad Jassim Husam Nima Nasser Hussain Saeed Kadhum Mutashar Karim Saddam Karim Allawi Khalil Allawi Mohammed Fadel Natik Hashim Raheem Hamid Raad Hammoudi Sadik Musa Wameedh Munir | mannen     | 13e       | groep B: 4de G van Canada: 1-1 V van Kameroen: 0-1 V van Joegoslavië: 2-4 |

| Groep B |             |             |             |             |             |            |            |            |        |
| #       | Land        | Wedstrijden | Wedstrijden | Wedstrijden | Wedstrijden | Doelpunten | Doelpunten | Doelpunten | Punten |
| #       | Land        | G           | W           | G           | V           | V          | T          | Saldo      | Punten |
| 1       | Joegoslavië | 3           | 3           | 0           | 0           | 7          | 3          | +4         | 6      |
| 2       | Canada      | 3           | 1           | 1           | 1           | 4          | 3          | +1         | 3      |
| 3       | Kameroen    | 3           | 1           | 0           | 2           | 3          | 5          | -2         | 2      |
| 4       | Irak        | 3           | 0           | 1           | 2           | 3          | 6          | -3         | 1      |

| Ronde      | Datum     | Plaats   | Land | Score       | Land |
| ---------- | --------- | -------- | ---- | ----------- | ---- |
| Groepsfase |           |          |      |             |      |
| 30 juli    | Boston    | Canada   | 1-1  | Irak        |      |
| 1 augustus | Boston    | Kameroen | 1-0  | Irak        |      |
| 3 augustus | Annapolis | Irak     | 2-4  | Joegoslavië |      |

### Worstelen
| Olympiër                 | Discipline  | Resultaat   | Prestatie                                                                     |
| Vrije stijl              | Vrije stijl | Vrije stijl | Vrije stijl                                                                   |
| ------------------------ | ----------- | ----------- | ----------------------------------------------------------------------------- |
| Mohammed Yaseen Mohammed | -57kg (m)   | 11e         | groep A: 6de V van GBR Aspen: 1-3 V van TUR Akgül: 0-4                        |
| Ali Hussain Faris        | -74kg (m)   | 11e         | groep A: 6de W van PAK Gul: 4-0 V van TUR Sağan: 0,5-3,5 V van YUG Sejdi: 0-4 |
| Abdul Breesam Rahman     | -90kg (m)   | 13e         | groep B: 7de V van IND Prakash: 1-3 V van JPN OTa: 0-4                        |
| Grieks-Romeins           |             |             |                                                                               |
| Ali Hussain Faris        | -74kg (m)   | 15e         | groep B: 8ste V van FIN Salomäki: 0-4 V van CAN Stuebing: 0-4                 |
| Abdul Breesam Rahman     | -90kg (m)   | 13e         | groep A: 7de V van SWE Andersson: 0-4 V van GRE Pozidis: 0-4                  |

Algerije · Amerikaanse Maagdeneilanden · Andorra · Antigua en Barbuda · Argentinië · Australië · Bahama’s · Bahrein · Bangladesh · Barbados · België · Belize · Benin · Bermuda · Bhutan · Birma · Bolivia · Bondsrepubliek Duitsland · Botswana · Brazilië · Britse Maagdeneilanden · Canada · Centraal-Afrikaanse Republiek · Chili · China · Chinees Taipei · Colombia · Congo-Brazzaville · Costa Rica · Cyprus · Denemarken · Djibouti · Dominicaanse Republiek · Ecuador · Egypte · El Salvador · Equatoriaal-Guinea · Fiji · Filipijnen · Finland · Frankrijk · Gabon · Gambia · Ghana · Grenada · Griekenland · Groot-Brittannië · Guatemala · Guinee · Guyana · Haïti · Honduras · Hongkong · Ierland · IJsland · India · Indonesië · Irak · Israël · Italië · Ivoorkust · Jamaica · Japan · Joegoslavië · Jordanië · Kaaimaneilanden · Kameroen · Kenia · Koeweit · Lesotho · Libanon · Liberia · Liechtenstein · Luxemburg · Madagaskar · Malawi · Maleisië · Mali · Malta · Marokko · Mauritanië · Mauritius · Mexico · Monaco · Mozambique · Nederland · Nederlandse Antillen · Nepal · Nicaragua · Nieuw-Zeeland · Niger · Nigeria · Noord-Jemen · Noorwegen · Oeganda · Oman · Oostenrijk · Pakistan · Panama · Papoea-Nieuw-Guinea · Paraguay · Peru · Portugal · Puerto Rico · Qatar · Roemenië · Rwanda · Salomonseilanden · Samoa · San Marino · Saoedi-Arabië · Senegal · Seychellen · Sierra Leone · Singapore · Soedan · Somalië · Spanje · Sri Lanka · Suriname · Swaziland · Syrië · Tanzania · Thailand · Togo · Tonga · Trinidad en Tobago · Tsjaad · Tunesië · Turkije · Uruguay · Venezuela · Verenigde Arabische Emiraten · Verenigde Staten · Zaïre · Zambia · Zimbabwe · Zuid-Korea · Zweden · Zwitserland